# 천리루
천리루(중국어 정체자: 陳麗如, 간체자: 陈丽如, 병음: Chén Lìrú, 한자음: 진려여, 1981년 4월 24일~)는 중화민국의 양궁 선수이다. 2004년 하계 올림픽에서 여자 단체전 동메달을 획득했다.